# John Fenwick

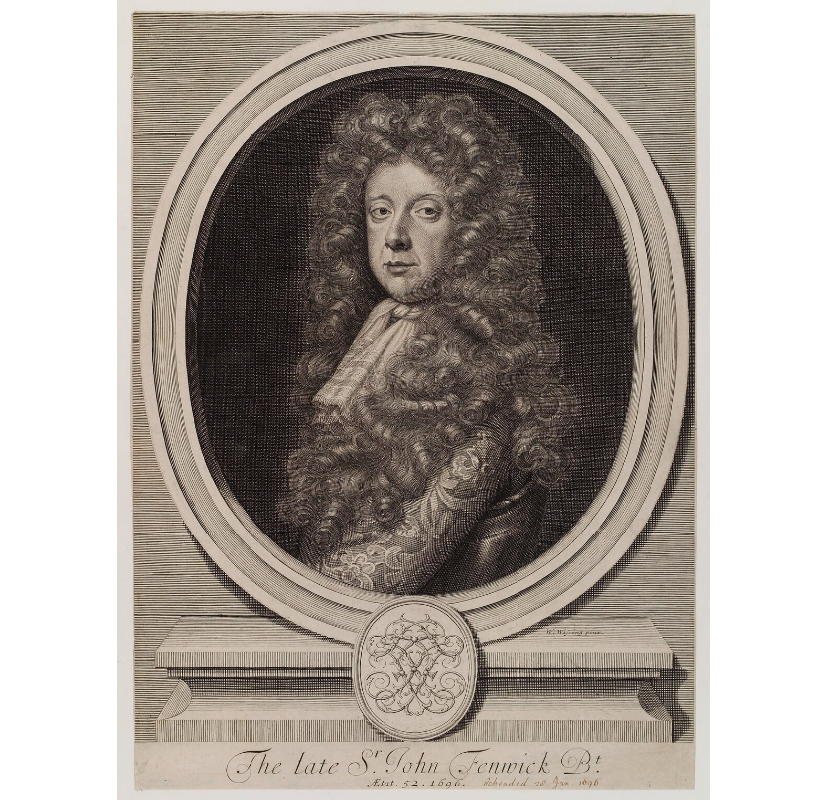
John Fenwick

John Fenwick (ca 1645 - Londen, 28 januari 1697) was een Engels militair en jacobiet. Hij is vooral bekend als samenzweerder tegen het bewind van de nieuwe koning Willem III, waarvoor hij de doodstraf kreeg.
John Fenwick was de oudste zoon van William Fenwick, uit een familie in Northumberland. John ging in het leger, vocht onder andere tijdens de Hollandse Oorlog mee in het Beleg van Maastricht (1676) - onder bevel van stadhouder Willem III, tegen wie hij zich later zou keren - en bracht het tot generaal-majoor in 1688. Er wordt gezegd dat hij gedurende zijn verblijf in de Nederlanden van Willem III een reprimande kreeg. In 1676 volgde hij zijn vader op als baron van Fenwick en parlementslid voor Northumberland. Hij was een supporter van de katholieke koning Jacobus II (de jacobieten).
Toen Jacobus II na de Glorious Revolution van 1688 werd vervangen door de protestante stadhouder-koning Willem III van Oranje, bleef John Fenwick in het land. Nadat hij verdacht werd van het smeden van complotten tegen de nieuwe koning, werd hij in 1689 korte tijd gevangengezet. Na vrijlating ging hij klaarblijkelijk door met samenzweren, want in 1696 kwam aan het licht dat hij medeverantwoordelijk was voor het beramen van moordaanslagen (The Fenwick Plot).
Na veel discussies in het verdeelde parlement, en ondanks pogingen van zijn vrouw Mary, dochter van Charles Howard, 1e graaf van Carlisle, om zijn leven te redden, werd hij in 1697 onthoofd. Samen met zijn drie zonen, die allen jong stierven, ligt hij begraven in de kerk van St. Martin-in-the-Fields in Londen.
Bij de bezittingen van Fenwick, die door Willem III werden geconfisqueerd, hoorde het paard White Sorrel. Dit paard betekende uiteindelijk Willems dood, want op 20 februari 1702 struikelde White Sorrel over een molshoop op het landgoed Hampton Court. Willem brak een sleutelbeen, maar bij het herstel daarvan viel hij bij een open raam in slaap, waardoor hij longontsteking opliep. Twee weken later overleed hij aan de complicaties daarvan. De geheime jacobitische toast "To the little gentleman in black velvet", waarmee de mol bedoeld wordt, verwijst hiernaar.
- International Standard Name Identifier: 0000 0000 6698 4939
- Library of Congress Control Number: n85053890
- Nationale Bibliotheek van Israël: 987007261020805171
- SNAC: w6d22c0j
- Virtual International Authority File: 43263756
- WorldCat: E39PBJqKfjp3wbvkTVPPC7F9Xd